# 抚宁郡
抚宁郡，中国南北朝时设置的郡。
西魏废帝元年（552）置抚宁郡，隶属于东夏州，后改为绥州，治所在开疆县（今陕西米脂县东北），下辖开疆县、抚宁县、延陵县。北周改治抚宁县（今陕西米脂县龙泉河侧）。辖境相当今陕西省米脂县西部、北部、绥德县东南部、佳县、吴堡县和榆林市横山区东部等地。隋文帝开皇三年（583年）废除抚宁郡，属县直属绥州。